# Télécommunications en Guinée
Les télécommunications en Guinée comprennent la radio, la télévision, le mobile et l'Internet. La radio est la source d'information la plus importante pour le public guinéen et la seule à atteindre l'ensemble du pays.
Il existe un seul réseau de radio public et deux chaîne de télévision gouvernementale. Un nombre croissant de stations de radios et de télévisions privées. Le système de téléphonie fixe est insuffisant, avec seulement 18 000 lignes pour desservir les 10,5 millions d'habitants du pays en 2012. L'utilisation d'Internet a atteint 52 % de la population en 2022.

## Radio et télévision
La radio est la source d'information la plus importante pour le public, et la seule à atteindre l'ensemble du pays. Le gouvernement a autorisé les premiers radiodiffuseurs privés du pays en 2006.
Stations de radio :
- Deux station de radio publique, la Radio télévision guinéenne (RTG I et II) ; RTG exploite également plusieurs stations en zone rurale ; il existe un nombre sans cesse croissant de stations de radio privées majoritairement dans la capitale, Conakry ; et une multitude de radios communautaires (2011)[3] ;
- 4 AM, 8 FM et 3 ondes courtes (1998).

Radios : 357 000 (1997).
Chaînes de télévision :
- Deux chaîne de télévision publique, Radio Télévision Guinéenne (RTG) ; des programmes télévisés étrangers sont disponibles via des services d'abonnement par satellite et par câble[3].
- Six chaînes de télévision (1997).

Téléviseurs : 85 000 (1997).

### Censure d'État
Le gouvernement maintient un contrôle marginal sur les médias audiovisuels, les lois sur les médias promulguées à la suite de la transition démocratique de 2010 n'ont pas été mises en œuvre, et des informations font état de censure d'État via le harcèlement des journalistes et la fermeture de stations. Par exemple :
- Le 26 août 2012, le conseil national de la communication (CNC) a suspendu la radio privée Liberté FM, basée à N'Zérékoré, dans la région forestière. Cette fermeture a empêché Liberté FM de couvrir les manifestations annoncées par les dirigeants de l'opposition pour le lendemain. Le gouvernement national a autorisé la réouverture de Liberty FM 48 heures plus tard, une fois les manifestations terminées.
- Le 1er octobre 2012, Électricité de Guinée a coupé la desserte d'Espace FM, animateur de l'émission radiophonique de reportage d'investigation « Les Grandes Gueules ». La société de services publics a affirmé qu'Espace FM et sa station sœur, Sweet FM, devaient collectivement près de 150 millions de GNF (21 521 $) pour leurs factures d'électricité, malgré la possession par la station de reçus de paiement. Les deux centrales ont été contraintes de fonctionner avec l'énergie d'un générateur coûteux.
- Le gouvernement a été accusé de pénaliser les chaînes et les journalistes qui diffusent des articles critiquant les responsables gouvernementaux et leurs actions. Certains journalistes accusent les responsables gouvernementaux de tenter d'influencer le ton de leurs reportages en exerçant des pressions inappropriées et en leur versant des pots-de-vin. Certains journalistes engagent également des gardes du corps et beaucoup pratiquent l'autocensure.
- 6 décembre 2023 : Djoma Tv suspendue du bouquet Canal+ et StarTimes « pour des raisons de sécurité nationale »[4],[5].
- 9 décembre 2023 : Après Djoma Tv, la Haute autorité de la communication a demander le retrait d'Evasion TV et des chaines de Hadafos Medias notamment Espace TV, Espace FM, Kalac TV, Kalac Radio, Sweet FM, suspendue du bouquet Canal+ et StarTimes pour des « impératifs de sécurité nationale »[6],[7],[8].

## Téléphonie
- Indicatif d'appel : +224 [3]
- Préfixe d'appel international (en) : 00 [9]
- Lignes principales :
  - 18 000 lignes en service, 115e au monde (2012)[3].
  - 11 000 lignes en service (1995).
- Cellulaire mobile :
  - 12,394 millions de lignes (2019)[10].
  - 790 000 lignes (2007).
- Système téléphonique : système inadéquat de lignes ouvertes, de petites stations de communication radiotéléphonique et d'un nouveau système de relais radio micro-ondes ; Conakry raisonnablement bien desservi ; ailleurs, la couverture reste insuffisante et les grandes entreprises ont tendance à s'appuyer sur leurs propres systèmes pour les liaisons à l'échelle nationale ; télédensité du réseau fixe inférieure à 1 pour 100 personnes ; le nombre d’abonnements au mobile cellulaire est en expansion et dépasse 40% en 2011 a 109% en 2022[3].
- Stations terriennes satellites : 1 Intelsat ( Océan Atlantique ) (2011)[3].
- Câbles de communication : Le câble de communication sous-marin de la Côte Africaine vers l'Europe (ACE), qui a un point d'atterrissage à Conakry, relie 23 pays le long de la côte ouest de l'Afrique jusqu'au Portugal et à la France[11].

## Internet
- Domaine de premier niveau : .gn[3]
- Les internautes :
  - 4,563 millions d'utilisateurs ; 38% de la population (2019)[12],
  - 3,131 millions d'utilisateurs ; 27% de la population (2017)[12],
  - 2,147 millions d'utilisateurs ; 20% de la population (2014)[12],
- Haut débit fixe (en) : 762 abonnements, 183ème mondial ; moins de 0,05% de la population, 189ème au monde (2012)[13].
- Haut débit sans fil (en) : Inconnu (2012)[14].
- Hébergeurs Internet (en) : 15 hébergeurs, 223ème mondial (2012)[3].
- IPv4 (en) : 4 096 adresses attribuées, soit moins de 0,05 % du total mondial, 0,4 adresse pour 1 000 personnes (2012)[15].
- Fournisseurs d'accès Internet : plusieurs FAI dont SKYVISON, ETI Bull et Vizocom[16].

### Censure et surveillance d'Internet
Il n’existe aucune restriction gouvernementale sur l’accès à Internet ni de rapports crédibles selon lesquels le gouvernement surveille les e-mails ou les forums de discussion sur internet sans contrôle judiciaire.
La constitution et la loi garantissent la liberté d'expression et de la presse, mais le gouvernement restreint néanmoins ces libertés. La diffamation contre le chef de l'État, la calomnie et les fausses informations sont passibles de lourdes amendes. Certains journalistes accusent les responsables gouvernementaux de tenter d'influencer le ton de leurs reportages en exerçant des pressions inappropriées et en leur versant des pots-de-vin. Certains journalistes engagent des gardes du corps et beaucoup pratiquent l'autocensure. Bien que la constitution et la loi prévoient l'inviolabilité du domicile et que les perquisitions légales nécessitent des mandats de perquisition judiciaire, la police ignorerait les procédures légales lorsqu'elle poursuit des suspects criminels ou lorsque cela sert ses intérêts personnels.

## Voir également
- Radio Télévision Guinéenne (RTG), le diffuseur national de Guinée.